# Somebody Told Me
Somebody Told Me is een nummer van de Amerikaanse rockband The Killers uit 2004. Het nummer staat op hun debuutalbum Hot Fuss.
Het nummer werd in sommige landen een bescheiden hitje. In de Verenigde Staten deed het nummer het niet zo goed; het haalde de 51e positie in de Billboard Hot 100. In Nederland haalde het de 5e positie in de Tipparade, in de Mega Top 50 de 7e positie en in de Single Top 100 haalde het nummer 41.

## NPO Radio 2 Top 2000
| Nummer met noteringen in de NPO Radio 2 Top 2000 | '15  | '16  | '17  | '18  | '19  | '20  | '21  | '22  | '23  | '24  |
| ------------------------------------------------ | ---- | ---- | ---- | ---- | ---- | ---- | ---- | ---- | ---- | ---- |
| Somebody Told Me                                 | 1499 | 1361 | 1262 | 1223 | 1344 | 1349 | 1279 | 1252 | 1298 | 1312 |

1. ↑  Een vetgedrukt getal geeft de hoogste notering aan.
2. ↑  2015 was het eerste jaar met een notering voor dit nummer.